# RFPL1
RFPL1 (англ. Ret finger protein like 1) – білок, який кодується однойменним геном, розташованим у людей на довгому плечі 22-ї хромосоми. Довжина поліпептидного ланцюга білка становить 317 амінокислот, а молекулярна маса — 35 491.
| 10         |  | 20         |  | 30         |  | 40         |  | 50         |
| ---------- |  | ---------- |  | ---------- |  | ---------- |  | ---------- |
| MKRLSLVTTN |  | RLSPHGNFLP |  | LCTFPLAVDM |  | AALFQEASSC |  | PVCSDYLEKP |
| MSLECGCAVC |  | FKCINSLQKE |  | PHGEDLLCCC |  | CSMVSQKNKI |  | RPSWQLERLA |
| SHIKELEPKL |  | KKILQMNPRM |  | RKFQVDMTLD |  | ADTANNFLLI |  | SDDLRSVRSG |
| CITQNRQDLA |  | ERFDVSICIL |  | GSPRFTCGRH |  | YWEVDVGTST |  | EWDLGVCRES |
| VHRKGRIHLT |  | TERGFWTVSL |  | RDGSRLSAST |  | VPLTFLFVDR |  | KLQRVGIFLD |
| MGMQNVSFFD |  | AEGGSHVYTF |  | RSVSAEEPLH |  | LFFAPPSPPN |  | GDKSVLSICP |
| VINPGTTDAP |  | VHPGEAK    |  |            |  |            |  |            |

A: Аланін

C: Цистеїн

D: Аспарагінова кислота

E: Глутамінова кислота

F: Фенілаланін

G: Гліцин

H: Гістидин

I: Ізолейцин

K: Лізин

L: Лейцин

M: Метіонін

N: Аспарагін

P: Пролін

Q: Глутамін

R: Аргінін

S: Серин

T: Треонін

V: Валін

W: Триптофан

Білок має сайт для зв'язування з іонами металів, іоном цинку. 